# Kairomona
Una kairomona és una substància química produïda i alliberada per un organisme viu que beneficia el receptor i perjudica l'organisme que l'emet. La kairomona és contrària a l'al·lomona, que beneficia l'emissor de la substància química.
Un exemple d'aquest fenomen pot trobar-se en Pinus ponderosa, que produeix un terpè anomenat mircè quan és danyat per l'escarabat del pi occidental. En lloc de dissuadir aquests insectes, actua sinèrgicament amb les feromones d'agregació de l'escarabat, aconseguint atraure més escarabats cap a l'arbre. El terme kairomona s'utilitza sobretot en el camp de l'entomologia.